# Michael Praed
Michael Praed, ursprungligen Michael Prince, född 1 april 1960 i Berkeley, Gloucestershire, är en brittisk skådespelare och musikalartist. Han tog sitt artistnamn, då det redan fanns en skådespelare vid namn Michael Prince, från en gata i London, berömd för sina många kliniker.
Efter att ha avslutat sin skådespelarutbildning vid Guildhall School of Music and Drama påbörjade Michael Praed en framgångsrik karriär som musikalartist i England i början av 1980-talet. 
1982 blev han upptäckt av TV-producenter när han spelade en av huvudrollerna i musikalen The Pirates of Penzance på Royal Drury Lane-teatern i London och blev av dessa erbjuden att spela Robin Hood i en ny engelsk TV-serie om den medeltida hjälten. Serien – den populära 80-talsserien Robin av Sherwood (1984–1986) – kom att säljas till ett flertal olika länder och blev Praeds internationella genombrott. 
Då han emellertid alltid kände sig något obekväm med all uppmärksamhet som serien innebar lämnade Praed serien efter två säsonger för att istället återuppta musikalkarriären på Broadway i USA. Hans avhopp gjorde att han klev in i historien som den enda Robin Hood på TV, film, eller teaterscenen som Sheriffen av Nottingham någonsin har lyckats döda.
Trots en gedigen scenkarriär och ett flertal andra film- och TV-roller sedan Robin av Sherwood är Praed alltjämt främst ihågkommen för sin roll som Robin Hood – både i Sverige samt internationellt.

## Filmografi (urval)
- 1984–85 – Robin av Sherwood
- 1985–86 –  Dynastin (TV)
- 1987 – Nightflyers
- 1991 – Writer's Block (TV)
- 1991 – Son of Darkness: To Die for II
- 1993 – Riders (TV)
- 1994 – Staggered
- 1995 – Crown Prosecutor (TV)
- 1998 – This Town
- 1999 – Darkness Falls
- 2000 – The Secret Adventures of Jules Verne (TV)
- 2002 – Nine Dead Gay Guys
- 2003 – Mile High (TV)
- 2003 – Casualty (TV)
- 2005 – Doctors: Tricks and Illusions (TV)
- 2006 –  The King's Head: A Maverick in London (dokumentär)

## Teater och musikaler (urval)
- 1980 – Godspell (musikal)
- 1980 – The Knack (musikal)
- 1981 – Leave Him to Heaven (musikal)
- 1981–82 – Rock Star (musikal)
- 1982–83 – The Pirates of Penzance (musikal)
- 1983–84 – Abbacadabra (musikal)
- 1985 – The Three Musketeers (musikal)
- 1991 – Carousel (musikal)
- 1991–92 – Aspects of Love (musikal)
- 1993 – The Caretaker
- 1994 – September Tide
- 1995 – Design for Living
- 1996–97 – Copacabana: The Musical (musikal)
- 1998 – Dangerous to Know
- 2001 – Just Sitting
- 2002–03 – Contact (musikal)
- 2003–04 – Bulid me a Bridge (musikal)
- 2004 – Three on a Coach
- 2004 – The Beautiful and Damned (musikal)
- 2005 – Misery